# 林葆懌

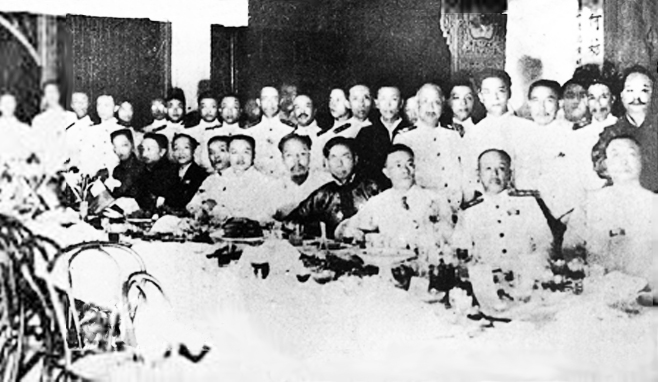
1917年8月，孫中山在黃埔歡迎程璧光等南下海軍。前排右起：朱慶瀾、林葆懌、王正廷、鄒魯、吳景濂、謝已原、崔文藻、胡漢民；後排：右一陳炳焜、右四孫中山、右五汪精衛、右七程璧光。

林葆怿（1864年12月20日—1930年9月14日），字悦卿，福建省侯官县（今福州市区）人。清朝及中华民国海军将领。

## 生平
清朝光绪六年（1880年），林葆怿考入福州船政学堂第九届驾驶班。光绪十二年（1886年），奉派到英国学习。归国后，任职于北洋水师。宣统二年（1910年），任向英国阿摩士庄船厂（Armstrong）订购肇和舰监造员。
中华民国成立后，民国元年（1912年）9月，任北京政府海军部参事。旋授海军少将衔。民国2年（1913年）8月，任第一舰队司令。民国5年（1916年），孙中山发表了恢复《中华民国临时约法》的宣言之后，林葆怿等人宣布海军独立，通电参加护法。民国6年（1917年）6月，大总统黎元洪解散国会，孙中山于上海推动护法运动。同年7月，林葆怿借舰队学习鱼雷的名义，率海圻舰等15艘军舰开赴广东参加护法。同年8月，任广州军政府海军总司令。民国7年（1918年）2月26日，任广州军政府海军总长。同年4月，非常国会通过了军政府改组案，实行“七总裁制”，林葆怿任军政府七总裁之一。民国8年（1919年）4月，林葆怿同广东督军领衔发出了“军人不干政”通电，促进了南北议和。同年7月，林葆怿和北京政府海军部代表协商海军统一，但会谈未能取得成果。
民国9年（1920年）12月，北京政府方面派员劝说林葆怿率舰队回到北方，但遭驻广州各舰的反对，林葆怿遂弃职出走。民国10年（1921年）1月，广州军政府将林葆怿免职。此后，林葆怿离开政界，寓居上海。民国11年（1922年）7月，林葆怿获北京政府将军府授“葆威将军”。